# IBM 1400
La Serie IBM 1400 fue una serie de computadoras transistorizadas de segunda generación de rango medio orientadas a tareas administrativas que IBM comercializó a principios de 1960. Podían ser operadas como sistemas independientes, junto con un equipo perforador de tarjetas IBM, pero su uso principal era como equipo auxiliar de otros sistemas de computadoras mucho más caras, cuyo coste por hora de trabajo era muy alto, ocupándose de tareas auxiliares más lentas como la impresión, para lo que eran muy adecuadas por su menor coste por hora de trabajo.
Las máquinas de la serie 1400 almacenaban información en una memoria de núcleos magnéticos (también llamada «de núcleos de ferrita») como cadenas de caracteres de longitud variable, terminadas en una bandera especial. La aritmética se realizaba carácter a carácter. La entrada y salida era sobre tarjeta perforada, cinta magnética e impresoras de línea de alta velocidad. Los primeros discos magnéticos estuvieron disponibles para estas máquinas, aunque su alto precio no extendió su uso.

## Características
Las características que destaca en ellos son las siguientes:
- Sistema de procesamiento de alta velocidad
- Componentes de "estado sólido"
- Flexibilidad de programación
- Entrada-Salida de alta velocidad
- Capacidad aritmética y lógica

Admiten tarjetas perforadas y, según el modelo, cintas magnéticas y discos. La unidad de impresión modelo IBM 1403 era una impresora de líneas (1100 líneas por minuto) que permitía la impresión de líneas de hasta 132 caracteres a 10 caracteres por pulgada y 6 u 8 líneas por pulgada. La lectograbadora de tarjetas perforadas correspondía al modelo IBM 1402.
Estos equipos tenían memoria de núcleos magnéticos, con 2 bits de zona y 4 bits para dígitos que permitían el almacenamiento en código BCD más 1 bit llamado de "marca de palabra" y 1 bit de paridad. Una memoria podría tener 1.400 "núcleos" (configuración básica) hasta llegar a 16.000 "núcleos" mediante el agregado de la Unidad de Almacenamiento 1406.
Para la entrada/salida tenían definidas posiciones fijas de memoria:
- 1 a 80 recibían los datos de la tarjeta perforada cuya lectura se había ordenado.
- 101 a 180 contenían los datos que se deseaban perforar en tarjeta.
- 301 a 332 contenían los datos de la línea que se deseaba imprimir.

Esto permitía que las instrucciones de lectura, perforación o impresión tuvieran solo un carácter.
| Código | Efecto              |
| ------ | ------------------- |
| 1      | Leer de tarjeta     |
| 2      | Imprimir            |
| 4      | Perforar en tarjeta |

Un programa podía realizar estas tareas en forma simultánea, ya que cada código correspondía a la activación de un bit, de forma tal que 
| Código | Efecto                                                 |
| ------ | ------------------------------------------------------ |
| 3      | Lee e imprime simultáneamente                          |
| 5      | Lee y perfora una tarjeta en forma simultánea          |
| 6      | Imprime y perfora una tarjeta en forma simultánea      |
| 7      | Lee, imprime y perfora una tarjeta en forma simultánea |

Otros periféricos que aceptaba la IBM 1401 fueron:
- Lectora de cinta de papel IBM 1011
- Lectora de caracteres magnéticos IBM 1419
- Lectora óptica de caracteres IBM 1418
- Unidad terminal de transmisión de cinta magnética IBM 7701
- Perforadora de cinta de papel IBM 1012
- Unidad de almacenamiento en discos IBM 1405
- Consola de consulta IBM 1407
- etc.

## Historia
El 1401 fue el primer miembro de la serie IBM 1400. El IBM 1410 era similar en diseño, pero con mayor espacio de direccionamiento. El IBM 1460 era idéntico en la lógica, pero no físicamente, a un 1401 completo con memoria de 16.000 bytes. El 1240 era un sistema bancario, equivalente al sistema 1440 con soporte MICR.
Miembros de la serie 1400 incluían:
- IBM 1240 - 1963 «banking system».
- IBM 1401 - 1959
- IBM 1410 - 1960
- IBM 1420 - 1962 «high-speed bank transit system». Archivado desde el original el 12 de agosto de 2009. Consultado el 16 de febrero de 2009.
- IBM 1440 - 1962
- IBM 1450 - 1968 «Bank Data Processing System for small banks».
- IBM 1460 - 1963
- IBM 7010 - 1962

## Lenguajes de programación
Los Lenguajes de Programación para la serie 1400 incluían Symbolic Programming System (SPS, un lenguaje assembler), Autocoder (lenguaje assembler), COBOL, FORTRAN, Report Program Generator (RPG) and FARGO.

## Retiro
La Serie 1400 fue reemplazada por el System/360 y máquina de bajo nivel como la IBM System/3 y las subsecuentes System/32, System/34, System/36, System/38 and AS/400.
El 1400 se retiró oficialmente a principios de 1970, sin embargo algunos periféricos de la serie 1400 se vendieron con los sistemas de tercera generación.
Un computador IBM 1401 está siendo restaurado en forma completa y operacional por el Computer History Museum.